# Українці Ставропольського краю
Українці Ставропольського краю (рос. Украинцы в Ставропольском крае) — одна з найбільших національних громад, яка сформувалася історично та зробила значний внесок у розвиток регіону.
Історично українська громада сформувалася наприкінці XVIII століття за підсумками переселенського руху до північно-кавказького регіону в процесі колонізації та освоєння території сучасного Ставропольського краю.

Карта земель Чорноморського та Кавказького Лінійного козацьких військ

## Історія
Розширення кордонів на південних рубежах та освоєння Кавказу наприкінці XVIII ст. супроводжувалося масовими переміщеннями населення як із інших територій, і усередині самого регіону. Все це спричинило важливі демографічні, господарські, соціальні та етнокультурні зміни.
Основною колонізаційною силою на Північному Кавказі виступало козацтво — донське, чорноморське (колишні запорожці), катеринославське, терське, а також численне селянство, яке, за розпорядженнями уряду, розміщувалося на прикордонних територіях. Одночасно здійснювалася «вільна» колонізація, починаючи з останньої чверті XVIII ст., сюди спрямувалися потужні міграційні потоки вихідців з етнічно українських територій: Київщини, Переяславщини, Чернігівщини, Середнього Подніпров'я, а пізніше Слобідсько-Української губернії.
На Північний Кавказ прямували різні категорії населення. Насамперед це були козаки-запорожці, нащадки реєстрових козаків, які зберегли войовничий дух предків, а також державні селяни, які охоче переселялися на родючі кавказькі землі. Також відзначено незначну кількість кріпаків, що направляються своїми власниками на подаровані урядом землі.
При організації переселень та визначенні місць майбутнього розселення влада уважно ставилася до станової та етнічної приналежності колоністів. Про це свідчить той факт, що основний потік переселенців із малоросійських губерній прямував на Кубань, а на територію Кавказького лінійного козачого війська та Кавказької області потрапляла лише невелика частина українців. Основний потік українського переселенця на Північний Кавказ наприкінці XVIII — першій половині XIX ст. йшов із Катеринославської, Полтавської, Київської, Чернігівської, Харківської губерній, що страждали від надлишку населення та малоземелля.
З метою посилення оборони та збільшення чисельності населення, розташованих на лінії полків, як і в Чорноморії, уряд провів масові переселення українців, які здійснилися у чотири етапи:
- перший етап: 1780-90-ті рр. — 1812 р.;
- другий: 1824 р. — 1833 р.;
- третій: 1834 р. — 1846 р.;
- четвертий: 1847—1849 гг.

Українські переселенці, які прибували на Північний Кавказ, прямували по сусідству із землями Чорноморського війська на Стару лінію, в Ставропольський і Георгіївський повіти, що відрізнялися родючими землями і сприятливими кліматичними умовами. Можна виділити кілька великих станиць, де українці склали більшість: це Ново-Малоросійська, Костянтинівська, Біломечетська, Невинномиська, Бекешівська, Новопавлівська, прохолодна, урухська, Миколаївська, Курська та ін. У Ставропольському повіті (пізніше губернії) українці розміщувалися в селах Благодатному, Іванівському, Лєдєнцовому, Новоєгоровському, Окуневому, Петровському. У П'ятигорському повіті вони заселяли села Бургон-Маджари, Станиці Новоолександрівську, Новогригорівську, відсілок Новомитрофановський та ін.
У період з 1824 по 1833 рр. здійснювався другий етап заселення українцями (малоросами) Центральної та Північно-Східної території Північного Кавказу. Принципова відмінність його від першого — це наявність спеціально розроблених правил «Про переселення казенних селян і наділення їх землею», які спростили прийом мігрантів. У цей період значно зросла роль українських губерній у справі колонізації Кавказької області та лінії, що призводило до помітного зростання чисельності та питомої ваги українців у цій частині Північно-Кавказького регіону. У період з 1820 по 1825 р. до Кавказької області прибуло 10 762 державних селян, з 1826 по 1830 р. — 40 867, а з 1831 по 1833 р. — 54 136. Усього 105 765 державних селян.
У 1834 р. розпочався третій етап переселення українців у Центральну та Північно-Східну частини Північного Кавказу, який досяг свого апогею в 1836 р. і завершився в 1846 р., Кардонік, Кефар, Лаба, Уруп, Сунжа та ін., вздовж Військово-Грузинської дороги, від станиці Катериноградської до Владикавказу і т. д. Незважаючи на заходи, що вживаються, населення на Кавказькій лінії залишалося нечисленним, смертність значно перевищувала народжуваність. З огляду на це становище і сформовані обставини, уряд розпочинає організації нового (четвертого) масового поповнення населення Кавказької лінії 1847—1849 гг. У цей час здійснювалося переселення в Чорноморське козацьке військо. Рішенням військової адміністрації від 4 грудня 1848 р. частина мігрантів була направлена в наявні станиці на Старій лінії, решта 1-6-ї бригади Кавказького лінійного козачого війська, а також слабо заселені селища Горського, Владикавказького, Гребенського і Кизлярського полків.
Основна маса новоселів у цей період прибула з Полтавської, Чернігівської, Курської, Харківської, Воронезької, Орловської та Тамбовської губерній, кількість вихідців із Лівобережної України (Полтавської, Чернігівської губерній) значно збільшилася, у той час як чисельність мігрантів із Чорноземних губерній (Курської, Воронезької)) різко знизилося.
На цьому процес переселення українців на Північний Кавказ не завершився, він активно продовжився після селянської реформи 1861 р. у нових історичних, соціальних та економічних умовах. Однак розгляд наступних етапів далеко виходить за рамки цього дослідження, хоча і є певним науковим інтересом.
Переселення українців у Північно-Кавказький регіон супроводжувалося складним та інтенсивним процесом соціокультурної адаптації і зачіпало майже всі сторони матеріальної і духовної культури переселенців: господарські заняття, житло, одяг, їжу, сімейний і громадський побут, звичаї, звичаї, релігійні вірування тощо. До середини XIX ст. спостерігається часткова асиміляція і взаємовплив російської та української культур, що зачепило практично всі сторони культури і побуту переселенців.

## Демографічна статистика
За даними перепису 1897 року Ставропольська губернія ставилася до слабо заселених губерній, в ній було 873301 жителів. У губернському місті Ставрополі 41 590 жителів, в інших містах — менше 15 тисяч у кожному.
Мовний склад за переписом 1897 визначав мовну, а не національну приналежність:
| Повіт                     | великороси | українці | ногайці | трухмени | калмики | німці | вірмени | татары |
| ------------------------- | ---------- | -------- | ------- | -------- | ------- | ----- | ------- | ------ |
| Губернія в цілому         | 55,2 %     | 36,6 %   | 2,3 %   | 1,7 %    | 1,2 %   | …     | …       | …      |
| Олександрівський          | 56,8 %     | 38,3 %   | 2,1 %   | …        | …       | …     | …       | …      |
| Медвеженський             | 53,1 %     | 45,5 %   | …       | …        | …       | …     | …       | …      |
| Новогригорівський         | 45,6 %     | 50,7 %   | …       | …        | …       | …     | 1,6 %   | …      |
| Ставропольський           | 85,2 %     | 10,2 %   | …       | …        | …       | 1,7 % | …       | …      |
| Територія кочових народів | 6,1 %      | 5,5 %    | 33,3 %  | 31,0 %   | 19,9 %  | 1,9 % | …       | 1,4 %  |

За даними перепису населення СРСР 1926 року національний склад склад Північно-Кавказького краю:
| національність | чисельність | %       |
| -------------- | ----------- | ------- |
| росіяни        | 3 841 063   | 46,2 %  |
| українці       | 3 106 852   | 37,4 %  |
| чеченці        | 296 282     | 3,6 %   |
| вірмени        | 162 186     | 1,9 %   |
| осетини        | 155 400     | 1,87 %  |
| кабардинці     | 139 689     | 1,68 %  |
| німці          | 93 915      | 1,13 %  |
| інгуші         | 72 043      | 0,86 %  |
| черкеси        | 64 031      | 0,77 %  |
| карачаївці     | 55 068      | 0,66 %  |
| інші           | …           | …       |
| всього         | 8 307 934   | 100,0 % |

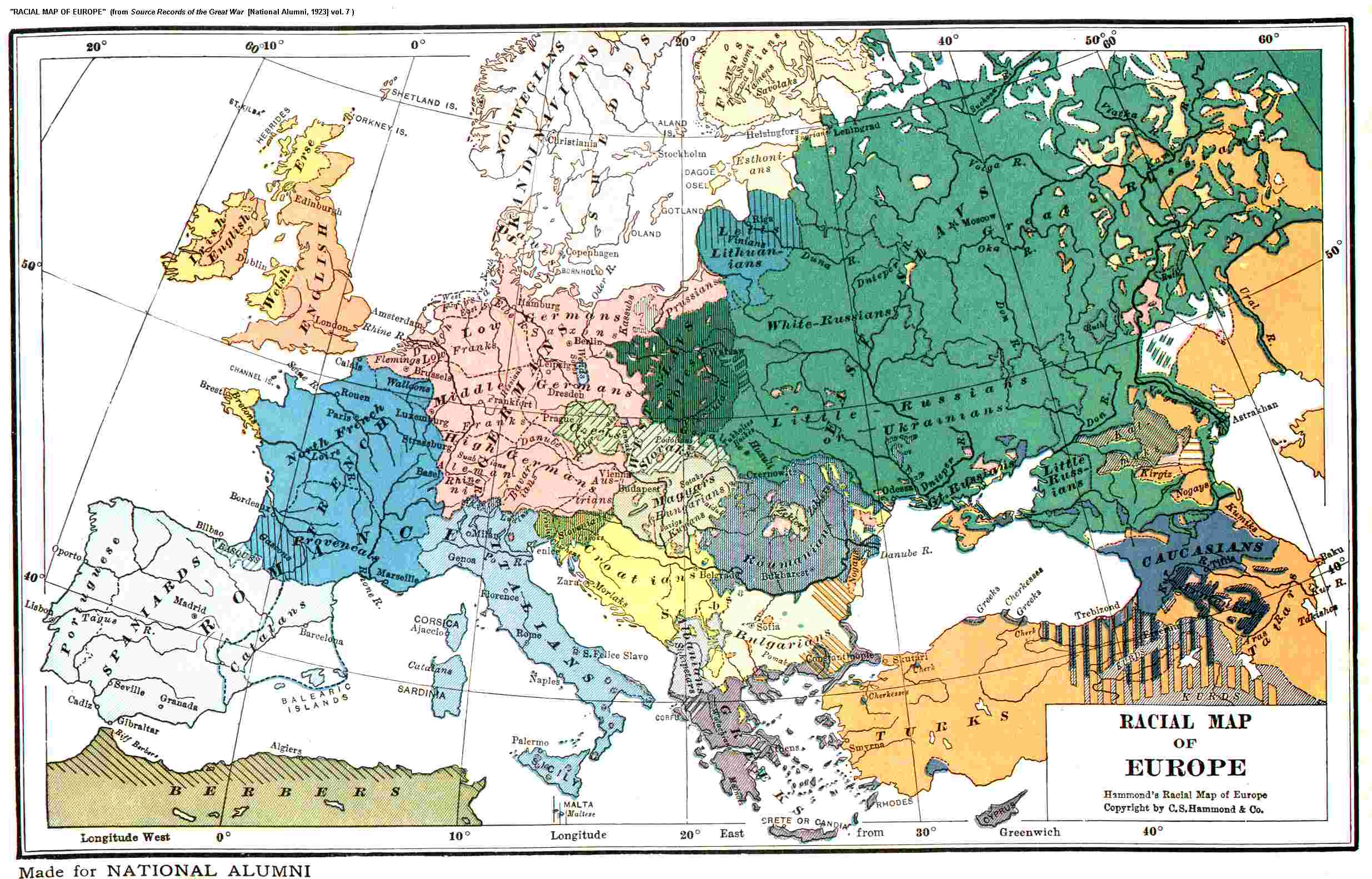
Українці (малороси, англ. «Little Russians») на території Кубані та Ставропольщини. Британська етнічна карта Європи (1923)

Населення Ставропольського округу 1926 року становило 726,6 тис. осіб, серед яких: росіяни — 62,6 %; українці — 33,8 %; німці — 1,1 % .
Залежно від етнічного середовища, до якого потрапляли, українцями використовувалися моделі міжкультурної взаємодії з метою збереження своєї етнокультурної своєрідності. Таким чином, на Північному Кавказі процеси серед українських переселенців завершилися уніфікацією української традиційно-побутової культури, сприяючи внутрішньоетнічній асиміляції українського населення в місцеве домінуюче російське середовище.

## Українська мова
З кінця XVIII століття й усього XIX століття українська мова була поширена в побуті та культурному житті місцевих громад. Вона використовувалася в сім'ях, на громадських зібраннях. Протягом XX століття українська мова в Ставропольському краї зазнала значної асиміляції. Політика русифікації, колективізація, Друга світова війна та подальші політичні зміни призвели до зменшення кількості носіїв української мови.
Сучасні українці Ставропольського краю стикаються з рядом проблем, серед яких: відсутність умов для вивчення української мови в освітніх закладах, зменшення кількості носіїв мови, дискримінація за національною ознакою. Наразі українська мова подекуди збереглася як суржик.

## Видатні Ставропольці українського походження
- Горбачов Михайло Сергійович[10]